# Thương xá Phước Lộc Thọ
Thương xá Phước Lộc Thọ, còn được biết đến với tên tiếng Anh Asian Garden Mall, là một trung tâm thương mại tại Westminster, California.  Được khai trương từ năm 1987, Phước Lộc Thọ là khu mua sắm đầu tiên và lớn nhất của người Việt tại Hoa Kỳ và được xem một biểu tượng của cộng đồng này.  Thương xá tọa lạc tại 9200 Đại lộ Bolsa, là tâm điểm của khu vực Little Saigon, Quận Cam và cũng là nơi diễn ra nhiều hoạt động văn hóa, chính trị của cộng đồng gốc Việt tại đây.

## Tên gọi
Trong tiếng Việt và tiếng Trung, thương xá có tên gọi Phước Lộc Thọ (tiếng Trung: 福祿壽), lấy tên theo ba vị thần trong tín ngưỡng Trung Quốc và Việt Nam.  Để thu hút du khách không phải là người Việt, nhà phát triển đặt tên tiếng Anh là Asian Garden Mall (Thương xá Vườn Á châu).  Trong báo chí tiếng Việt và khẩu ngữ của người Việt địa phương, thương xá luôn được gọi bằng tên Phước Lộc Thọ.

## Lịch sử

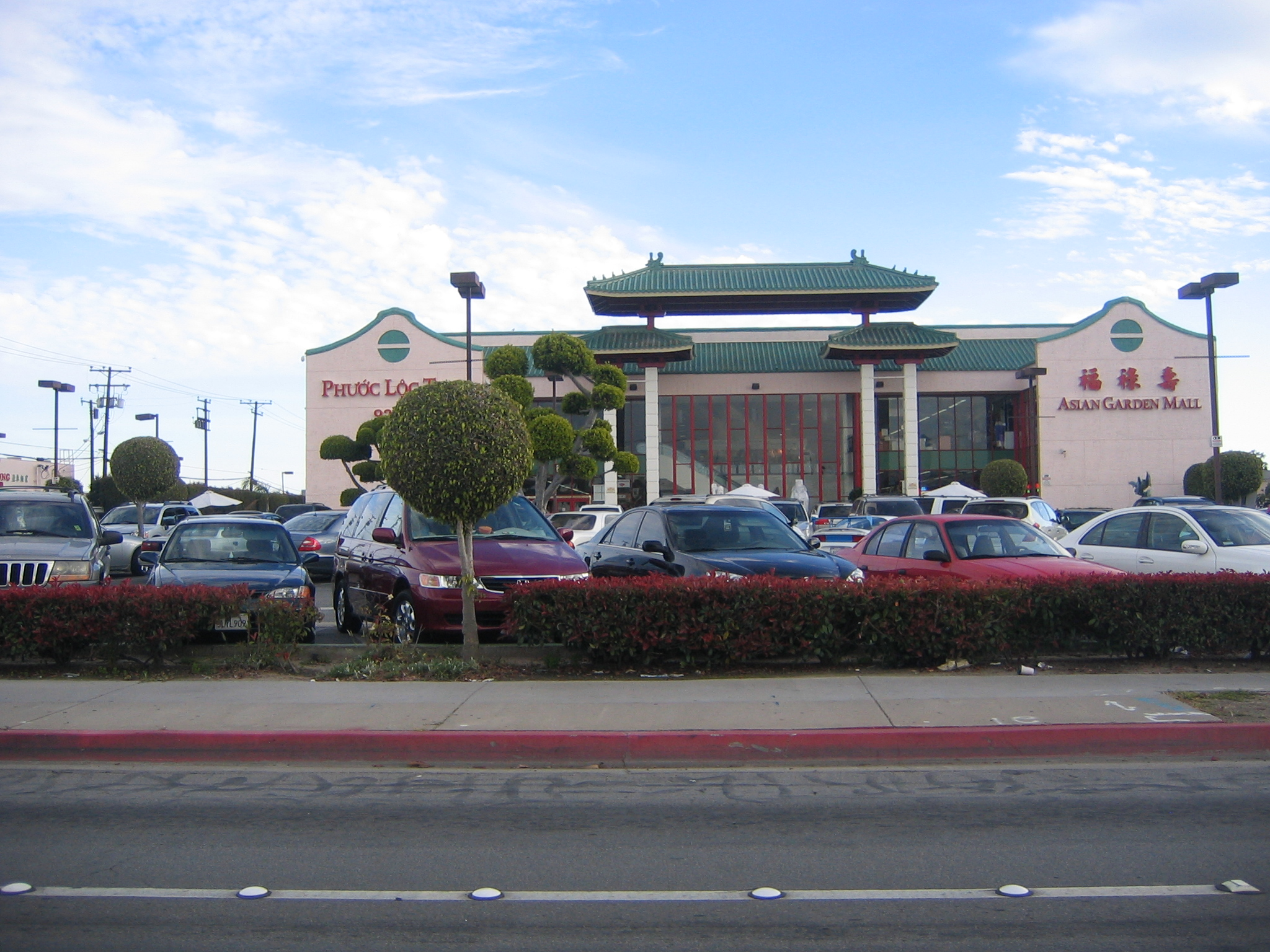
Phước Lộc Thọ năm 2005

Lịch sử của Phước Lộc Thọ gắn liền với lịch sử Little Saigon, nhấn mạnh vai trò trọng tâm của thương xá trong khu vực.  Sau sự kiện 30 tháng 4 năm 1975, nhiều người Việt đã tụ tập tại Quận Cam và thành lập nhiều cơ sở thương mại.  Năm 1978, Frank Jao (Triệu Phát), một doanh nhân người Việt gốc Hoa, đã thành lập công ty phát triển địa ốc Bridgecreek Development và mua nhiều khu đất trống ở khu vực đường Bolsa để phát triển.  Đến 1987, đã có hơn 550 cơ sở thương mại tại khu vực này, và mỗi cuối tuần có khoảng 20.000 đến 50.000 người đến đường Bolsa để mua sắm.

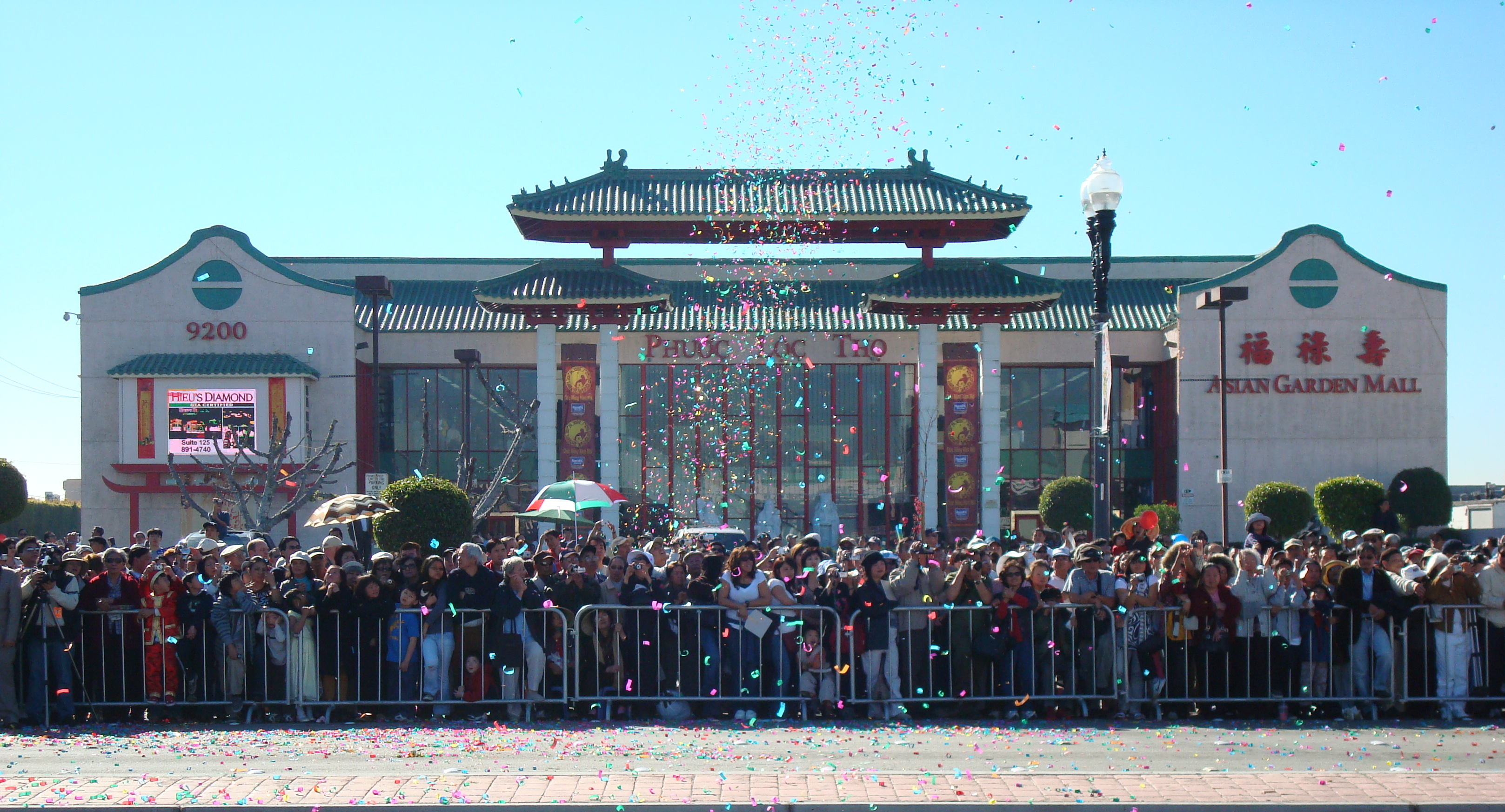
Phước Lộc Thọ vào dịp Tết 2008

Thương xá Phước Lộc Thọ được phát triển từ năm 1986 và khai trương năm sau đó, là phần thứ hai của kế hoạch của ông Jao cho khu đất do Bridgecreek sở hữu dọc theo đường Bolsa.  Phần thứ nhất là một khu thương mại đối diện Phước Lộc Thọ với tên gọi là Asian Village, được phát triển năm 1985. Việc phát triển có vốn đầu tư từ nhiều doanh nhân châu Á, trong đó có một doanh nhân người Indonesia gốc Hoa và Roger Chen, người thành lập chuỗi Siêu thị 99 Ranch, từng có cơ sở đầu tiên tại khu Asian Village. Chi phí đầu tư tổng cộng là 15 triệu đô la. Để thu hút du khách và các nhà đầu tư không phải người Việt, Frank Jao đã đặt tên gọi không đặc trưng đến Việt Nam (như "Asian Garden Mall") cho các dự án và vận động để đặt tên khu vực là "Asiantown" (phố châu Á) thay vì "Little Saigon" mà nhiều nhà vận động người Việt đã kêu gọi.  Tuy nhiên, nỗ lực đặt tên Asiantown của ông không thành công; trong khi đó, Phước Lộc Thọ sau khi khánh thành đã trở nên nổi tiếng và nhanh chóng trở thành tâm điểm của khu vực—vào năm 1988 Thống đốc California George Deukmejian đã đến tận Phước Lộc Thọ để tham gia lễ khánh thành khu Little Saigon.
Giữa thập niên 1990, Phước Lộc Thọ đã đối diện với nguy cơ suy tàn khi nhiều người Việt trẻ dần hòa nhập vào xã hội dòng chính và rời xa khu vực Little Sagon.  Những người lớn tuổi muốn thu hút giới trẻ trở về. Để thu hút du khách dòng chính, Frank Jao có ý tưởng làm giảm bản chất Việt của khu vực Little Saigon.  Năm 1996, ông đề xuất xây một cây cầu dành cho người đi bộ dài 500 foot (150 m) và rộng 30 foot (9,1 m) bắt qua đường Bolsa, nối liền Phước Lộc Thọ và khu Asian Village, tên là Harmony (Hài hòa).  Tuy   nhiên, đề xuất này gặp sự phản đối gay gắt từ cộng đồng người Việt; họ cho rằng thiết kế của cây cầu mang đậm nét văn hóa Trung Quốc chứ không phải Việt Nam. Cuối cùng, công ty của ông cũng phải từ bỏ kế hoạch này.
Trong đại dịch COVID-19, Phước Lộc Thọ cùng các trung tâm thương mại khác tại California bị lệnh đóng cửa.  Để đối đầu với tình trạng này, thương xá đã sử dụng bãi đậu xe phía trước làm một "chợ trời" với nhiều gian hàng. Thương xá mở cửa lại trong hạn chế vào năm 2021 và mở lại hoàn toàn năm 2022.

## Miêu tả

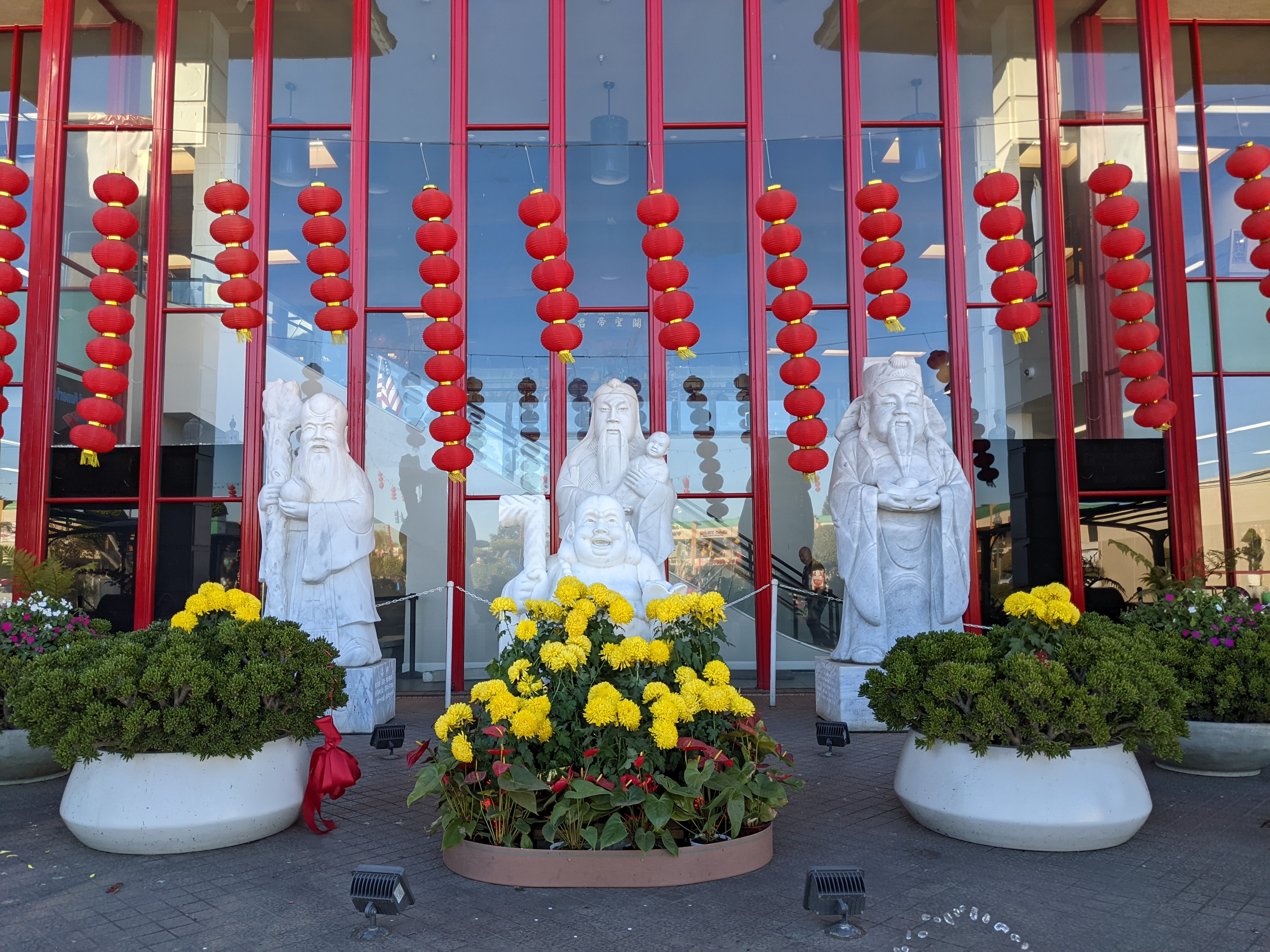
Các bức tượng Tam đa trước Phước Lộc Thọ

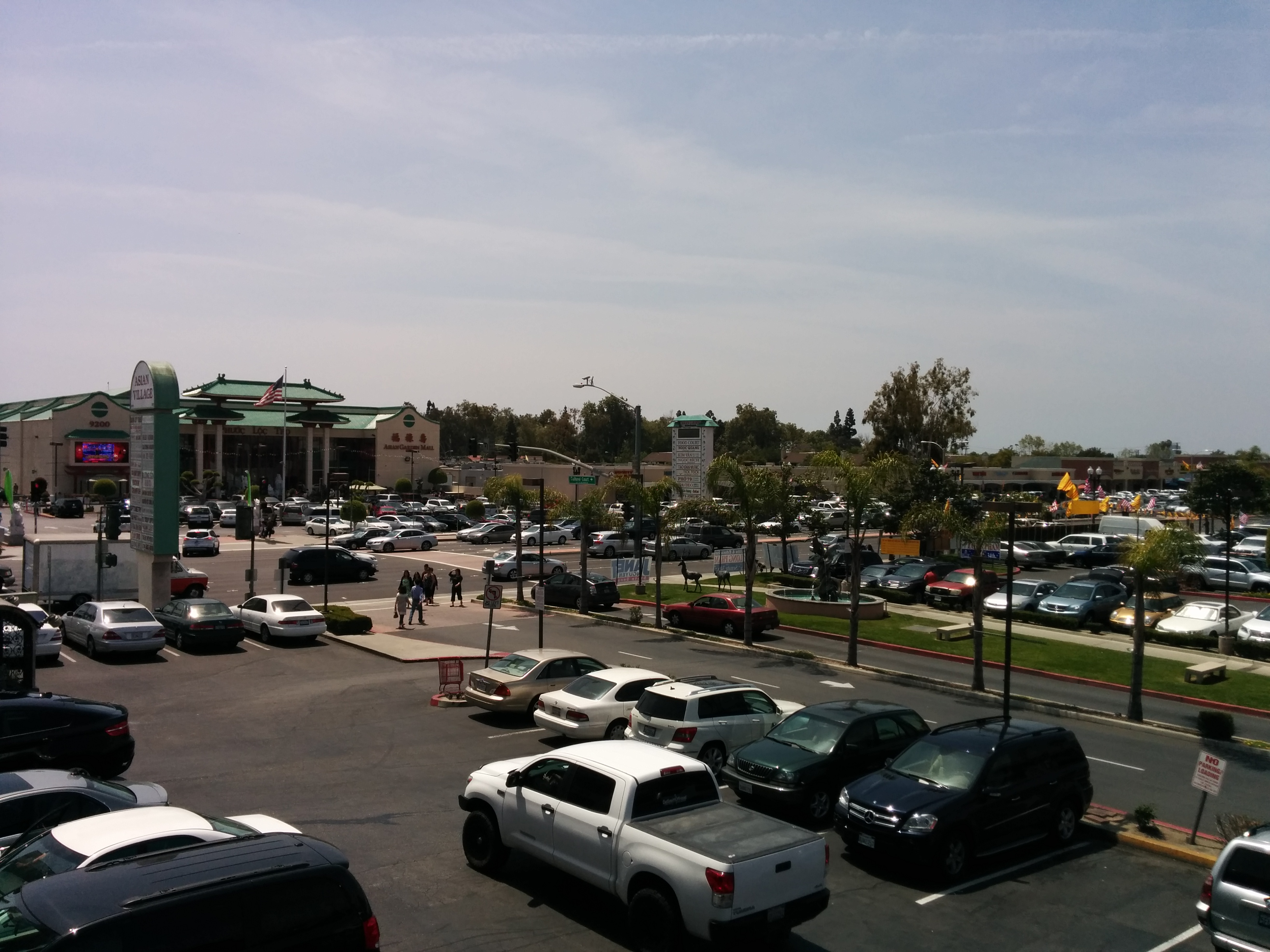
Bãi đậu xe phía trước Phước Lộc Thọ, nhìn từ Asian Village Mall

Phước Lộc Thọ là trung tâm mua sắm lớn nhất Little Saigon và là trung tâm thương mại của người Việt lớn nhất Hoa Kỳ. Dù tên chính thức trong tiếng Anh  chỉ nêu đến người Á châu mà không cụ thể nêu đến người Việt, các dịch vụ trong thương xá chủ yếu đều do các chủ quán người Việt cung cấp cho khách hàng người Việt, đặc biệt là văn hóa phẩm và thực phẩm.
Phước Lộc Thọ bao gồm một tòa nhà 2 tầng, có bãi đậu xe ở phía trước và phía sau.  Phía trước tòa nhà có bức tượng ba vị thần Phúc, Lộc, và Thọ, cùng với tượng Di Lặc. Tòa nhà được xây dựng theo kiến trúc Á châu để truyền đạt di sản Việt và Hoa-Việt.  Tòa nhà có mái ngói màu xanh, phía trước có cổng tam quan cao lợp mái cong.  Cây cối được trồng gồm có các cây bonsai làm cảnh.  Bên trong được trang trí bằng những biểu tượng Việt Nam và Á Đông như lồng đèn đỏ, quạt, và tượng.
Bên trong có khoảng 300 gian hàng, gồm có các tiệm thuốc Bắc, hàng mỹ phẩm, quần áo, các nhà hàng, tiệm băng đĩa, và khoảng 200 tiệm bán nữ trang, đá quý. Các văn hóa phẩm được bày bán trong thương xá chủ yếu là các băng đĩa của các trung tâm ca nhạc hải ngoại ở Quận Cam cũng như các băng đĩa sản xuất tại Việt Nam. Ở tầng dưới có khu ăn uống có nhiều quán hàng phục vụ các món ăn Việt Nam, từ bánh mì, phở, cơm đĩa đến nước mía, cà phê sữa đá, hoặc các loại sinh tố trái cây.  Tầng trên có những tiệm vàng, đồ trang sức, và đồ xa xỉ. Trong tầng trên cũng có một  đền Quan Thánh thờ Quan Công để du khách có thể thờ phụng.
Khách hàng đến Phước Lộc Thọ từ nhiều nơi và từ nhiều tầng lớp kinh tế, nhưng chủ yếu là người Việt.

## Các sự kiện hàng năm

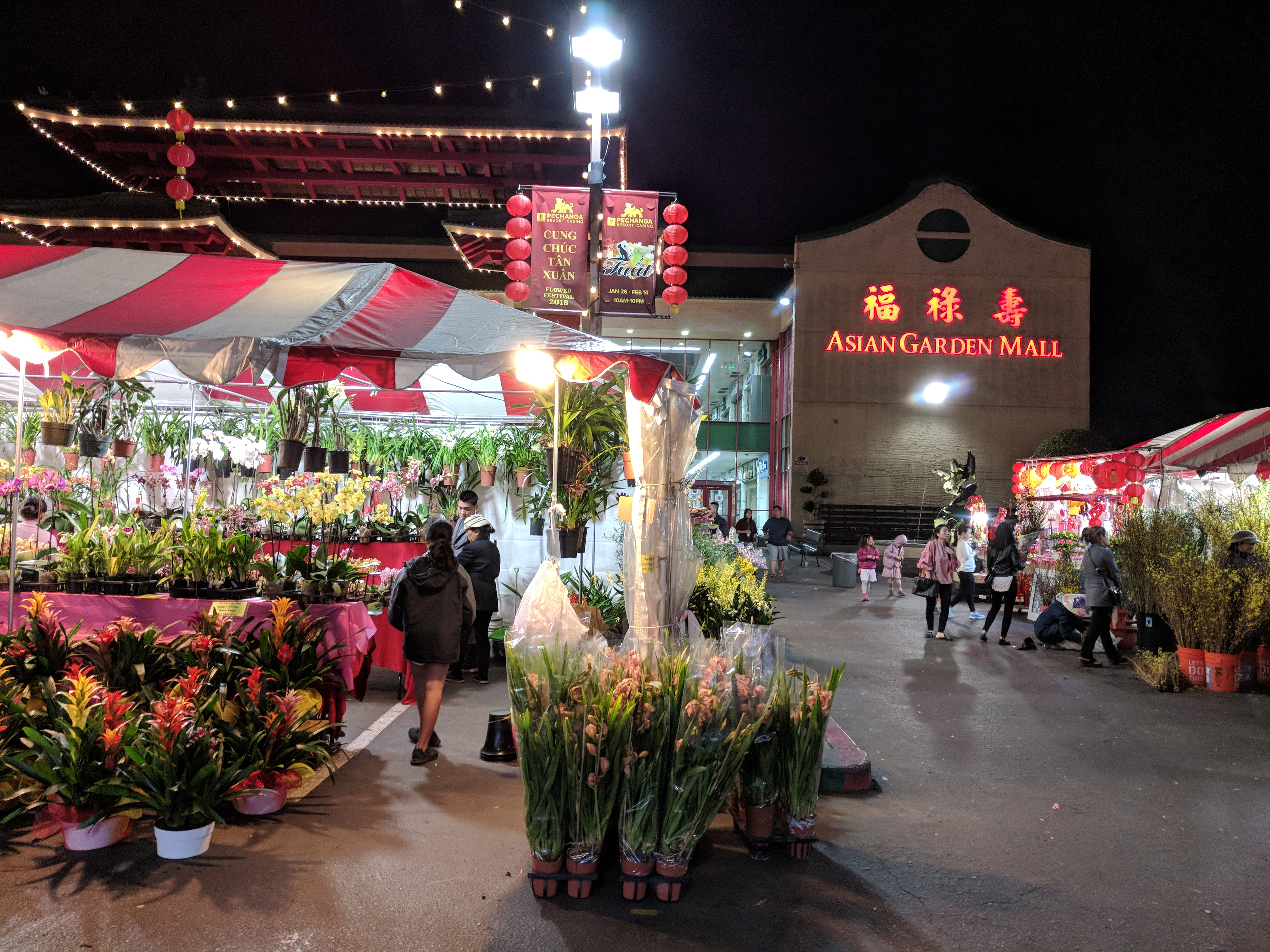
Chợ hoa ngày Tết tại Phước Lộc Thọ

Vào dịp Tết Nguyên Đán, đoạn Đại lộ Bolsa đi ngang qua Thương xá Phước Lộc Thọ là nơi bắt đầu cuộc diễn hành Tết do thành phố Westminster tổ chức.  Pháo được đốt ngay trước Phước Lộc Thọ để bắt đầu cuộc diễn hành. Cuộc diễn hành được tổ chức từ năm 1996, diễn ra vào ngày thứ 7 gần Tết nhất, thu hút khoảng hơn 20.000 người xem hàng năm và được quay chiếu trực tiếp trên các phương tiện truyền thông của người Việt.
Vào những ngày cuối tuần vào mùa hè, bãi đậu xe trước Phước Lộc Thọ lại trở thành một chợ đêm, phục vụ đồ ăn vặt, thu hút khách trẻ. Các thức ăn được bầy bán mang đậm chất Việt Nam, gợi nhớ các quán hàng rong chợ đêm ở quê nhà.  Chợ đêm thu hút khoảng 3000 du khách mỗi đêm.
Vào dịp Tết Trung thu, Phước Lộc Thọ cũng tổ chức các buổi biểu diễn chương trình ca múa nhạc trên sân khấu trước thương xá.
Vài tuần cuối năm âm lịch trước Tết, khu vực bãi đậu xe trước Phước Lộc Thọ được biến thành chợ Tết, bán hoa và những vật phẩm Tết khác. Vài ngày trước Tết, đài Little Saigon TV phối hợp với thương xá tổ chức các cuộc thi nấu gói bánh chưng, bày mâm ngũ quả, và áo dài truyền thống bên trong Phước Lộc Thọ, thu hút nhiều người tham dự.

## Ý nghĩa
Không chỉ đơn thuần là một trung tâm thương mại, Phước Lộc Thọ còn có ý nghĩa tượng trưng đối với cộng đồng người Việt tại Quận Cam nói riêng và tại Hoa Kỳ nói chung. Nó đã trở thành một địa điểm du lịch—theo thăm dò của công ty sở hữu, khoảng một nửa lượt du khách đến Phước Lộc Thọ đến từ bên ngoài Quận Cam. Nhiều nhà lãnh đạo trong cộng đồng miêu tả Phước Lộc Thọ như là "trung tâm" hay "trái tim" của cộng đồng người Mỹ gốc Việt, và đánh giá rằng thương xá đóng vai trò lớn trong việc hình thành cuộc sống cộng đồng.
Vai trò tượng trưng của Phước Lộc Thọ được biểu hiện khi nhiều chính khách, nhất là từ Đảng Cộng hòa, sử dụng thương xá làm nơi để diễn thuyết và vận động tranh cử với cộng đồng người Mỹ gốc Việt, trong đó có Bob Dole, John McCain, và George W. Bush.
Ngoài vai trò là nơi mua sắm, thương xá cũng là một địa điểm sinh hoạt xã hội.  Nhiều người lớn tuổi tận dụng không gian này để giao lưu, đánh cờ, hay uống cà phê. Là một địa điểm nổi tiếng nhất và dễ nhận ra nhất trong Little Saigon, Phước Lộc Thọ còn đóng vai trò định hướng—một địa điểm để gặp gỡ bạn bè trước khi đến nơi khác.  Dù Phước Lộc Thọ được miêu tả là "trái tim" của cộng đồng, nhiều người cũng cho rằng họ cũng cố gắng không trực tiếp đến đây vì nó quá đông người và khó tìm chỗ đậu xe.  Theo giáo sư Karín Aguilar-San Juan của Đại học Macalester trong cuốn sách nghiên cứu về Little Saigon của mình, Phước Lộc Thọ đã trở thành một điểm đến trong tâm trí người dân, với ý nghĩa lớn hơn một nơi mua sắm.

## Hình ảnh

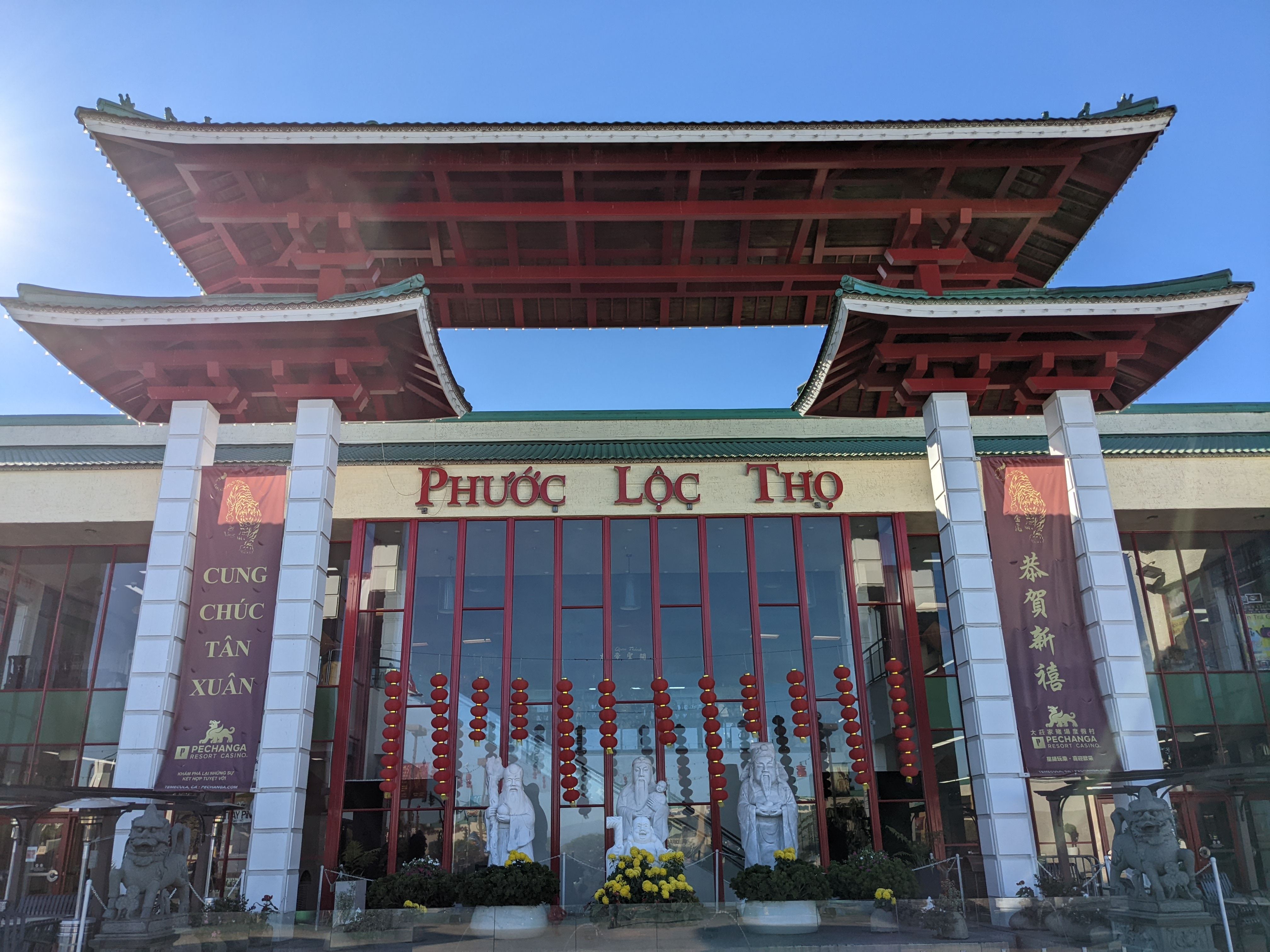
Phía trước Phước Lộc Thọ
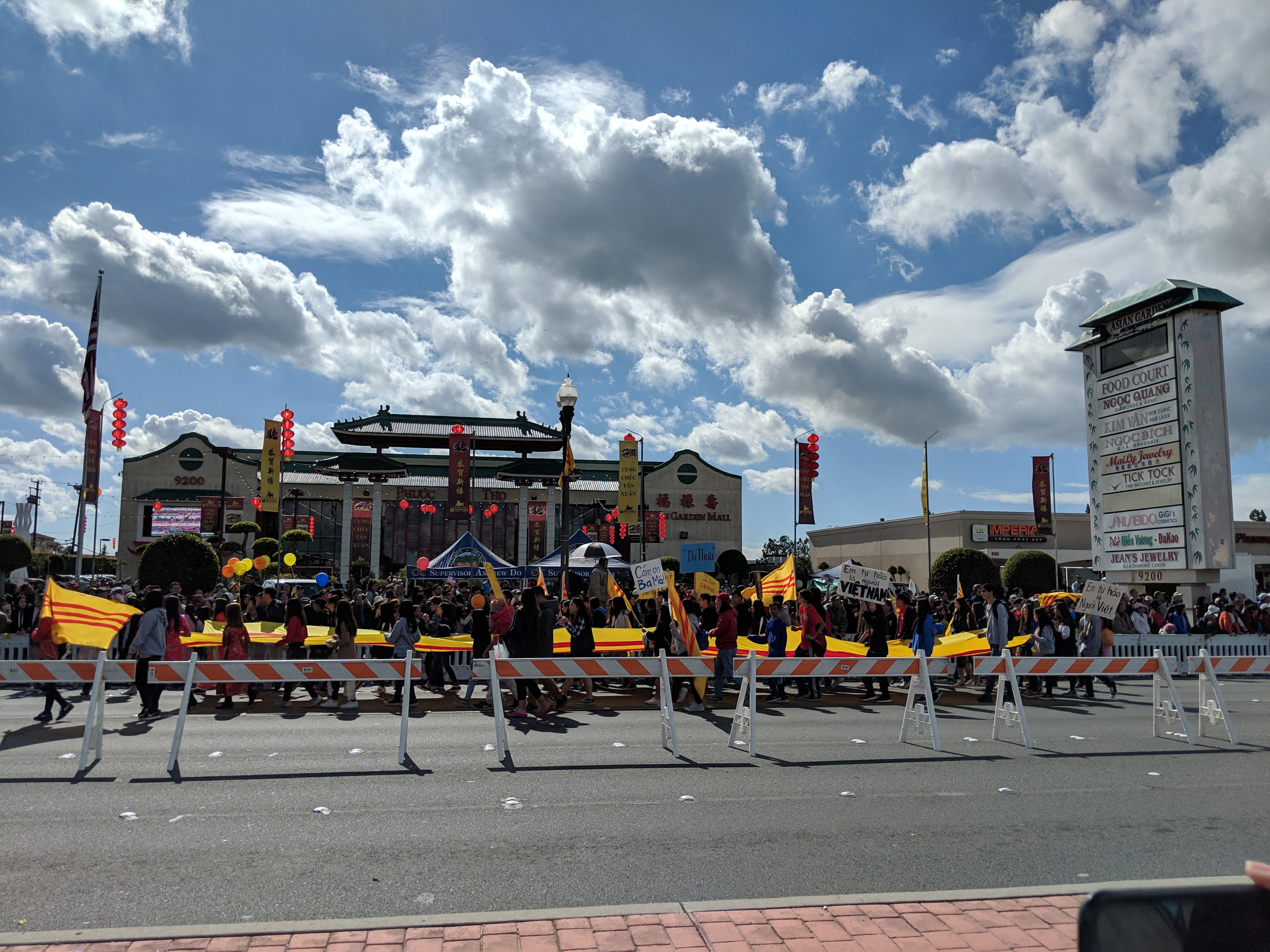
Một nhóm thanh thiếu niên diễn hành trước Phước Lộc Thọ

#### Sách
- Aguilar-San Juan, Karin (2009). Little Saigons: Staying Vietnamese in America. Nhà xuất bản Đại học Minnesota. tr. 7–10.
- Lieu, Nhi T. (2011). The American Dream in Vietnamese. Nhà xuất bản Đại học Minnesota. tr. 41–48.

#### Nghiên cứu
- Ha, Nam Q. (2002). Business and politics in Little Saigon, California (Cử nhân) (bằng tiếng Anh). Đại học Rice. tr. 15–34. Truy cập ngày 31 tháng 1 năm 2021.
- Mazumda, Sanjoy; Mazumdar, Shampa; Docuyanan, Faye; McLaughlin, Colette Marie (tháng 12 năm 2000). “Creating a Sense of Place: The Vietnamese-Americans and Little Saigon” (PDF). Journal of Environmental Psychology (bằng tiếng Anh). 20 (4): 319–333. doi:10.1006/jevp.2000.0170. Bản gốc (PDF) lưu trữ ngày 21 tháng 1 năm 2022. Truy cập ngày 12 tháng 3 năm 2021.

#### Báo chí
Tiếng Việt
- Đằng Giao (ngày 27 tháng 7 năm 2020). “Đương đầu COVID-19, thương xá Phước Lộc Thọ cho mở 'chợ trời'”. Người Việt.
- Đằng Giao (ngày 5 tháng 8 năm 2020). “Little Saigon, một quê hương thu nhỏ của người Việt tị nạn”. Người Việt.
- Đằng Giao (ngày 22 tháng 1 năm 2021). “Chợ hoa Phước Lộc Thọ nhóm họp, sắc Xuân kéo về Little Saigon”. Người Việt.
- Linh Nguyễn (ngày 2 tháng 2 năm 2019). “Năm mới xin xăm Đền Quan Thánh trong Phước Lộc Thọ”. Người Việt.
- Ngọc Lan; Khôi Nguyên (ngày 29 tháng 1 năm 2012). “Hình ảnh Diễn hành Tết trên phố Bolsa”. Người Việt.
- Phụng Linh (ngày 1 tháng 2 năm 2019). “Tết đến người Little Sài Gòn đi tìm chút hương Xuân”. BBC Tiếng Việt.
- Tâm An (ngày 15 tháng 6 năm 2019). “Chợ đêm Phước Lộc Thọ, điểm hẹn ăn vặt ở Little Saigon”. Người Việt.
- Titi Mary Trần (18 tháng 6 năm 2021). “California mở cửa toàn phần; cộng đồng Việt trở lại bình thường 'trong cẩn thận'”. Voice of America.
- Văn Lan (ngày 24 tháng 10 năm 2017). “Little Saigon TV và TX Phước Lộc Thọ tổ chức Tết Trung Thu cho cộng đồng”. Người Việt.
- Văn Lan (ngày 21 tháng 1 năm 2020). “Phước Lộc Thọ đón Xuân bằng cuộc thi áo dài, gói bánh chưng, bày mâm ngũ quả”. Người Việt.

Tiếng Anh
- Berg, Tom; Haire, Chris; Kopetman, Roxana (ngày 1 tháng 5 năm 2015). “How they became us: Orange County changed forever in the 40 years since the fall of Saigon” [Họ đã trở thành chúng ta như thế nào: Quận Cam đã vĩnh viễn thay đổi trong 40 năm sau khi Sài Gòn thất thủ]. Orange County Register (bằng tiếng Anh). Lưu trữ bản gốc ngày 9 tháng 1 năm 2021. Truy cập ngày 31 tháng 1 năm 2021.
- Dizon, Lily (ngày 25 tháng 6 năm 1996). “Bridge Brings Discord Instead of Harmony Into Little Saigon” [Cây cầu mang lại bất hòa thay vì hài hòa cho Little Saigon]. Los Angeles Times (bằng tiếng Anh).
- Ganga, Maria L.; Braun, Stephen (ngày 25 tháng 3 năm 1996). “Dole Vows Not to Cede California to Clinton” [Dole thề sẽ không cho California đến tay Clinton]. Los Angeles Times (bằng tiếng Anh).
- Haire, Chris (ngày 15 tháng 2 năm 2016). “Little Saigon Tet Parade takes center stage” [Diễn hành Tết Little Saigon giành sân khấu trung tâm]. Orange County Register (bằng tiếng Anh). Bản gốc lưu trữ ngày 20 tháng 5 năm 2020.
- Haire, Chris (ngày 20 tháng 6 năm 2016). “For Little Saigon, the annual Night Market is a return to the homeland” [Đối với Little Saigon, chợ đêm hàng năm là sự trở về quê hương]. Orange County Register (bằng tiếng Anh). Bản gốc lưu trữ ngày 21 tháng 6 năm 2016.
- Lee, Don (ngày 5 tháng 8 năm 1997). “One Man's Vision for Little Saigon” [Ý tưởng của một người cho Little Saigon]. Los Angeles Times (bằng tiếng Anh).
- Nguyen, Nathan (ngày 7 tháng 8 năm 2020). “As Asian Garden Mall closes indefinitely, Little Saigon adapts to outdoor shopping” [Trong lúc Phước Lộc Thọ đóng cửa vô thời hạn, Little Saigon thích ứng với mua sắm ngoài trời]. Orange County Register (bằng tiếng Anh). Bản gốc lưu trữ ngày 1 tháng 10 năm 2020.
- Pasco, Jean O. (ngày 2 tháng 3 năm 2000). “A Hero's Welcome for McCain in Little Saigon” [Một sự chào đón cho anh hùng dành cho McCain ở Little Saigon]. Los Angeles Times (bằng tiếng Anh).
- Pope, John (ngày 3 tháng 7 năm 1996). “Developer Scraps Plan for Bridge in Little Saigon” [Nhà phát triển bỏ kế hoạch [xây] cầu cho Little Saigon]. Los Angeles Times (bằng tiếng Anh).
- Roosevelt, Margot (ngày 30 tháng 4 năm 2015). “Frank Jao's story: From refugee to business mogul” [Câu chuyện của Frank Jao: từ người tị nạn thành ông trùm kinh doanh]. Orange County Register (bằng tiếng Anh). Bản gốc lưu trữ ngày 22 tháng 4 năm 2017.